# Violant de Flandes
Violant de Namur o Violant d'Hainaut esmentada a vegades com Violant de Flandes (1175-1219) fou comtessa-marquesa de Namur (1212-1216) i regent de l'Imperi Llatí en absència del seu marit Pere II de Courtenay de 1217 a 1219.

## Orígens
Violant era filla de Balduí V, comte d'Hainaut (Balduí I comte de Namur), i de la comtessa Margarida I de Flandes. Dos dels seus germans, Balduí I (que fou comte de Flandes com Balduí IX) i Enric I, foren emperadors de Constantinoble (1204-1205 i 1295-1216). Violant va heretar Namur del seu germà Felip I el Noble el 1212. A la mort del seu germà Enric I, i després d'un breu interregne (1216-1217), el seu marit Pere de Courtenay fou escollit emperador el 1217.

## Emperadriu de Constantinoble
Violant i el seu marit Pere de Courtenay van marxar a Constantinoble el 1216 deixant el govern de Namur en mans del seu fill gran Felip II; Pere va enviar a Violant a Constantinoble mentre ell es quedava al darrere combatent al Despotat de l'Epir; en aquesta lluita fou fet presoner. No es sabia que havia passat amb Pere (que probablement fou assassinat) i mentre s'esperaven notícies, Violant va regentar l'imperi dos anys (1217-1219). Es va aliar als búlgars contra els estats grecs successors de Bizanci i va poder fer la pau amb Teodor I Làscaris de Nicea, que es va casar amb la seva filla.
Violant va morir el 1219. Per renúncia de Felip II, el seu germà Robert de Courtenay va ser escollit emperador llatí. Robert seguia a Namur i no va arribar a Constantinoble fins al 1221 pel que de fet durant dos anys més no hi va haver emperador present.

## Matrimoni i fills
Del seu matrimoni amb Pere de Courtenay va tenir deu fills:
- Felip (+ 1226), Marquès de Namur, va rebutjar l'elecció com a emperador llatí (1219)
- Robert (+ 1228), Emperador llatí
- Enric (+ 1229), Marquès de Namur
- Balduí II (+ 1273), Emperador llatí i marquès de Namur
- Margarida Sibil·la, marquesa de Namur, casada amb Raül d'Issoudun i després amb Enric, comte de Vianden
- Elisabet de Courtenay, casada amb Gualter, comte de Bar i després amb Eudes senyor de Montagu
- Iolanda o Violant de Courtenay, casada amb Andreu II d'Hongria
- Elionor, casada amb Felip de Montfort, senyor de Tir
- Maria de Courtenay, casada amb Teodor I Làscaris emperador de Nicea
- Agnes, casada amb Jofré II de Villehardouin, príncep d'Acaia